# Acton (Suffolk)
Acton è un villaggio con status di parrocchia civile della contea inglese del Suffolk (East Anglia, Inghilterra centro-orientale), facente parte del distretto di Babergh.